# مورنو
مورنو (به اسپانیایی: Moreno) شهری در کشور آرژانتین، استان بوئنوس آیرس است که در سال ۲۰۰۹ میلادی، حدود ۱۴۸٬۲۹۰ نفر جمعیت داشته است.